# كوريا الجنوبية وأسلحة الدمار الشامل
تمتلك كوريا الجنوبية المواد الخام والمعدات اللازمة لإنتاج أسلحة نووية، لكن حكومة كوريا الجنوبية لم تتخذ قرارًا بذلك. كشفت كوريا الجنوبية عن تفاصيل برامجها السرية الخاصة بالبحوث النووية للوكالة الدولية للطاقة الذرية في أغسطس 2004، بما في ذلك بعض التجارب التي أجرتها كوريا الجنوبية دون تقديم تقارير عنها إلى الوكالة الدولية للطاقة الذرية بموجب الاتفاق المبرم بين الجهتين. أبلغت أمانة الوكالة الدولية للطاقة الذرية عن هذا الخرق لمجلس أمناء الوكالة، ومع ذلك فقد قرر مجلس أمناء الوكالة الدولية للطاقة الذرية عدم التوصل إلى نتيجة رسمية تؤكد عدم امتثال كوريا الجنوبية لقرارات الوكالة. إذا قررت كوريا الجنوبية صناعة أسلحة نووية، فيمكنها تغيير ميزان القوى في شبه الجزيرة الكورية، لكنها حافظت على سياسة عدم انتشار الأسلحة النووية والحفاظ على شبه الجزيرة الكورية خالية من الأسلحة النووية. على النقيض من ذلك تمتلك كوريا الشمالية أسلحة نووية وتعمل على تطويرها.

## الطموحات النووية المبكرة
عندما أبلغت الولايات المتحدة حكومة كوريا الجنوبية بخطتها لسحب القوات الأمريكية من كوريا في يوليو 1970، درست كوريا الجنوبية إمكانية تأسيس برنامج نووي مستقل تحت إشراف لجنة تطوير الأسلحة في كوريا الجنوبية، وحاولت البلاد الحصول على معدات ومرافق تخصيب البلوتونيوم بعد انسحاب 26 ألف جندي أمريكي من فرقة المشاة السابعة في عام 1971. أعلن رئيس كوريا الجنوبية بارك تشونغ لأول مرة عن طموحات البلاد في الحصول على أسلحة نووية خلال مؤتمر صحفي في 12 يونيو 1975، وذلك بعد سقوط فيتنام الجنوبية في يد الشيوعيين في أبريل 1975. رغم ذلك وتحت ضغوط الولايات المتحدة قررت فرنسا في النهاية عدم تسليم منشأة تخصيب إلى كوريا الجنوبية في عام 1975. انتهى برنامج أبحاث الأسلحة النووية في كوريا الجنوبية فعليًا في 23 أبريل 1975 بتصديقها على معاهدة حظر انتشار الأسلحة النووية.

## برامج ما بعد معاهدة عدم انتشار الأسلحة النووية
تؤكد حكومة كوريا الجنوبية على أن برنامجها النووي مخصص للأغراض السلمية فقط.

### التجارب التي لم يُبلغ عنها
أجرى علماء في المعهد الكوري لأبحاث الطاقة الذرية تجربة استخلصوا خلالها عدة ملليغرامات من البلوتونيوم في عام 1982، ومع أن هذا البلوتونيوم لم يستخدم في صناعة الأسلحة، فقد أصرت الولايات المتحدة على عدم تخصيب كوريا الجنوبية للبلوتونيوم بأي شكل من الأشكال. وبالمقابل وافقت الولايات المتحدة على تزويد كوريا الجنوبية بالتكنولوجيا اللازمة لتشغيل المفاعلات النووية، وقدمت مساعدة مالية لبرنامجها السلمي للطاقة النووية. تبين في عام 2004 أن بعض علماء كوريا الجنوبية واصلوا القيام ببعض الدراسات والأبحاث النووية. فعلى سبيل المثال أجرى المعهد الكوري لأبحاث الطاقة الذرية في عامي 1983 و1984 تجارب كيميائية تتعلق بمعالجة الوقود النووي تخطت حدود إعادة التخصيب. وفي عام 2000 خصَّب علماء كوريون في نفس المعهد 200 ميلليغرام من اليورانيوم لدرجة تقترب من اليورانيوم المستخدم في صناعة الأسلحة (77%) باستخدام تقنيات التخصيب بالليزر. زعمت حكومة كوريا الجنوبية أن هذا البحث قد أُجري دون علمها، ورغم أن اليورانيوم المخصب إلى درجة 77% لا يعد عادةً من الوقود النووي المستخدم في صناعة الأسلحة، إلا أنه يمكن استخدامه نظريًا في صنع سلاح نووي. يمكن استخدام اليورانيوم عالي التخصيب بنسبة 20% فما فوق في صناعة الأسلحة النووية، لكن هذا الطريقة غير مفضلة بسبب الحاجة لكميات كبيرة من اليورانيوم للحصول على الكتلة الحرجة، وبالتالي فالكمية التي خصَّبها العلماء الكوريون غير كافية لإنتاج سلاح نووي. لم تبلغ كوريا الجنوبية عن هذه الأبحاث للوكالة الدولية للطاقة الذرية حتى أواخر عام 2004.

### رد فعل الوكالة الدولية للطاقة الذرية
بدأت الوكالة الدولية للطاقة الذرية تحقيقًا شاملًا في الأنشطة النووية لكوريا الجنوبية، بعد إعلان الأخيرة عن الأبحاث السابقة. وصفت الوكالة الدولية للطاقة الذرية فشل حكومة كوريا الجنوبية في الإبلاغ عن أنشطتها النووية بأنه يُشكل مصدر قلق بالغ وذلك في تقرير صدر في 11 نوفمبر 2004، لكنها وافقت على أن هذه التجارب لم تنتج أكثر من كميات صغيرة جدًا من المواد الانشطارية التي قد تستخدم في صنع الأسلحة. قرر مجلس أمناء الوكالة عدم توصله لنتيجة رسمية لعدم امتثال كوريا الجنوبية لقرارات الوكالة، وبالتالي لم تحول القضية إلى مجلس الأمن.
علَّق بيير غولدشميت الرئيس السابق لإدارة الضمانات في الوكالة الدولية للطاقة الذرية: أنَّ على مجلس الأمناء اتخاذ قرارات عادلة تُطبق على جميع الدول بنفس السوية، مؤكدًا أن الاعتبارات السياسية لعبت دورًا رئيسيًا في قرار المجلس.

## الأسلحة النووية الأمريكية في كوريا الجنوبية
نشرت الولايات المتحدة أسلحة نووية في كوريا الجنوبية لأول مرة في عام 1958، وبلغت أعداد هذه الأسلحة ذروتها في أواخر الستينيات (950 قنبلة نووية)، بما في ذلك عدد من الرؤوس النووية التكتيكية والاستراتيجية.
أشارت حكومة كوريا الشمالية إلى وجود أسلحة نووية تكتيكية أمريكية في كوريا الجنوبية كسبب لعدم استكمال اتفاقيتها مع الوكالة الدولية للطاقة الذرية بعد انضمامها إلى معاهدة حظر انتشار الأسلحة النووية في عام 1985، وفي عام 1991 أعلن الرئيس جورج بوش سحب جميع الأسلحة النووية التكتيكية البحرية والبرية المنتشرة خارج الولايات المتحدة، بما في ذلك 100 سلاح نووي موجود في كوريا الجنوبية، وفي يناير 1992 وقعت حكومتا كوريا الشمالية والجنوبية إعلانًا مشتركًا لنزع السلاح النووي في شبه الجزيرة الكورية، وفي نفس العام أبرمت كوريا الشمالية اتفاقية ضمانات شاملة مع الوكالة الدولية للطاقة الذرية.
رفض رئيس الوزراء الكوري الجنوبي تشونغ هونغ وون الدعوات لإعادة نشر الأسلحة النووية التكتيكية الأمريكية في كوريا الجنوبية من جديد في عام 2013، وفي عام 2017 خلال فترة التوتر الشديد بين الكوريتين، اقترح وزير الدفاع الكوري الجنوبي أنه يجب إعادة النظر بنشر الأسلحة النووية الأمريكية في شبه الجزيرة الكورية.

## دولة قادرة نوويًا
على الرغم من أن كوريا الجنوبية تخضع حاليًا لحماية المظلة النووية الأمريكية، إلا أنها قد تحاول تطوير أسلحتها النووية الخاصة في أي وقت إن لزم الأمر. تمتلك كوريا الجنوبية مثل اليابان المواد الخام والتكنولوجيا والموارد اللازمة لإنتاج أسلحة نووية، وتوضح الحوادث السابقة أنها قادرة على امتلاك أسلحة نووية خلال سنة إلى ثلاث سنوات إن لزم الأمر. استطاعت كوريا الجنوبية من قبل إنتاج يورانيوم مخصب بنسبة تصل إلى 77%، وهو الأمر الذي يظهر قدرتها على صنع أسلحة نووية باستخدام يورانيوم عالي التخصيب. لا تمتلك كوريا الجنوبية أي أسلحة صاروخية عابرة للقارات، لكنها تمتلك سلسلة من الصواريخ بعيدة المدى من طراز هيونمو كروز التي تشبه صواريخ توماهوك الأمريكية، ويمكن تسليح هذه الصواريخ برؤوس حربية تقليدية تزن 500 كغ أو رؤوس نووية صغيرة. يغطي مدى صاروخ هيونمو كامل مساحة كوريا الشمالية، ويمكن له أن يغير من توازن القوى في شبه الجزيرة الكورية إذا امتلكت كوريا الجنوبية أسلحة نووية. يعتقد سو كون يول أستاذ الهندسة النووية في جامعة سيول الوطنية أن كوريا الجنوبية قادرة على صنع سلاح نووي خلال ستة أشهر فقط إذا اتخذت قرارًا بذلك.